# ワレカラ
ワレカラ（割殻、破殻、吾柄、和礼加良）は海洋に生息する小型の甲殻類である。海藻の表面に多数見いだされるほか、深海底にも生息している。ヨコエビと近縁で端脚目に分類されるが、腹節および尾節が著しい退化傾向にあり、身体の大部分が頭部および胸部により構成される。多くの種において、身体を屈伸させるほかに単独で水中を移動する術はなく、専ら生息基質である大型藻類等の表面に定位し、デトリタスや藻類を食べる。

## 名称

シーボルトが持ち帰った標本に基づくオオワレカラCaprella kroeyeriの記載図

- 担名属の学名Caprellaはcapro（山羊）+ella（小さい）に由来するとされている。
- 和名の語源には諸説ある。江戸時代、ワレカラは貝の一種であるとする文献がいくつか刊行されており、「小さな貝で殻がもろい」ことから「割れ殻」あるいは「巻貝なのに蓋がない」ことから「分殻」を語源とするとされた[2]。しかし、その解釈を異説とする江戸時代の識者[3]がいたことや、現在のワレカラの特徴とよく合致する図を掲載した文書[4]の存在、現代においても方言として報告されていること[5]から、古く「ワレカラ」と呼ばれていた生物は現代の「ワレカラ」と同一であったことが窺える。従って、海藻に付着したまま水揚げされた際に外骨格が乾燥して割れることから「割れ殻（破れ殻）」と呼ばれた、という見解が定説となっている。なお、オオワレカラCaprella kroeyeriの標本を採取しヨーロッパの研究者に提供したシーボルトは、Caprellaに対応する和名としてwarekara（ワレカラ）を挙げている[6]。
- 地方名として「あじから」「ありから」などが知られる。
- 英名はskeleton shrimpという。

## 形態
- 身体は円筒形あるいは棒状で、頭部と胸部のみから構成され、腹節を欠く（ハラナガワレカラ亜科とヨコエビワレカラ科を除く）。
- ヨコエビと異なり各胸脚の底節は拡張せず、大部分の種において第3、4胸脚が消失し、鰓のみとなる。
- 頭部と第1胸節は癒合する（ヨコエビワレカラ科を除く）。
- 第1小顎の内葉，第1触角の副鞭を欠く。

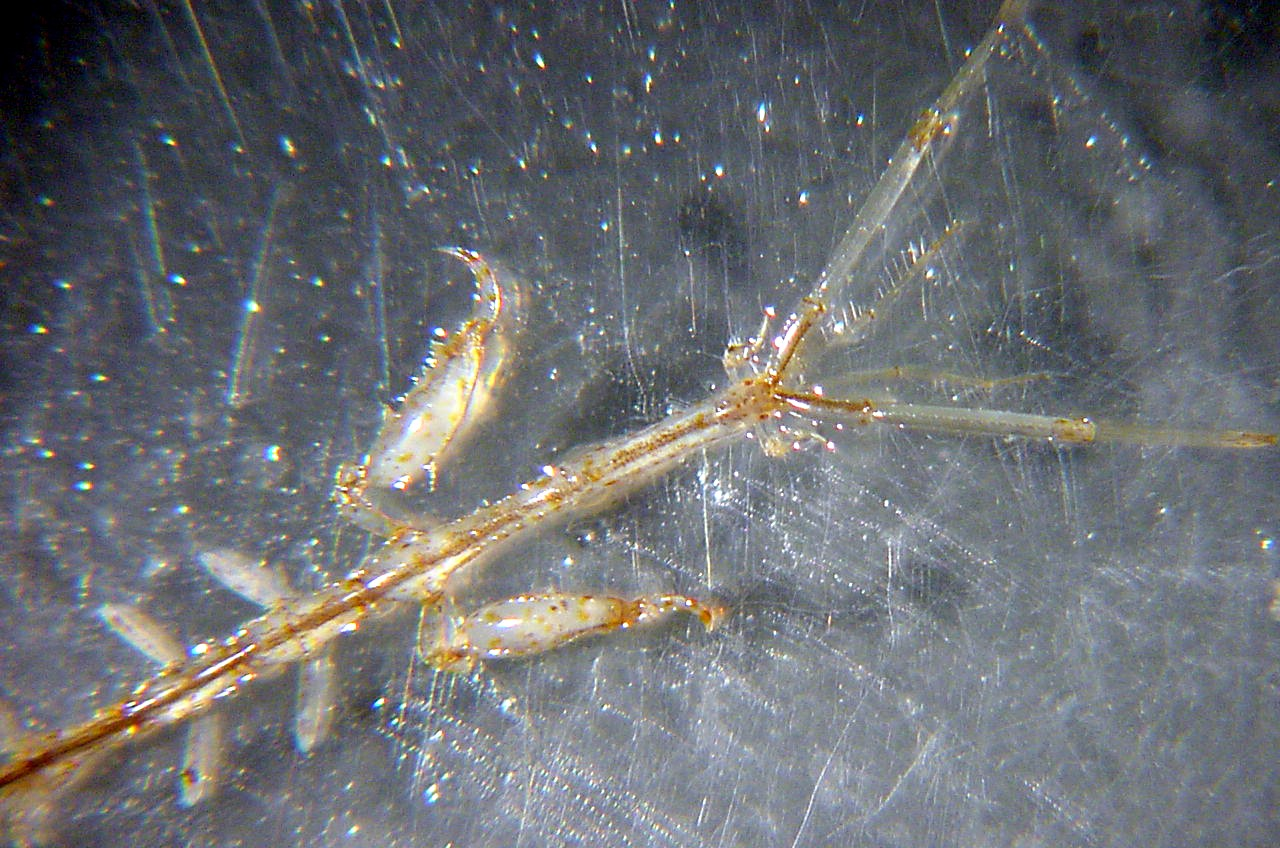
背面から見た様子。
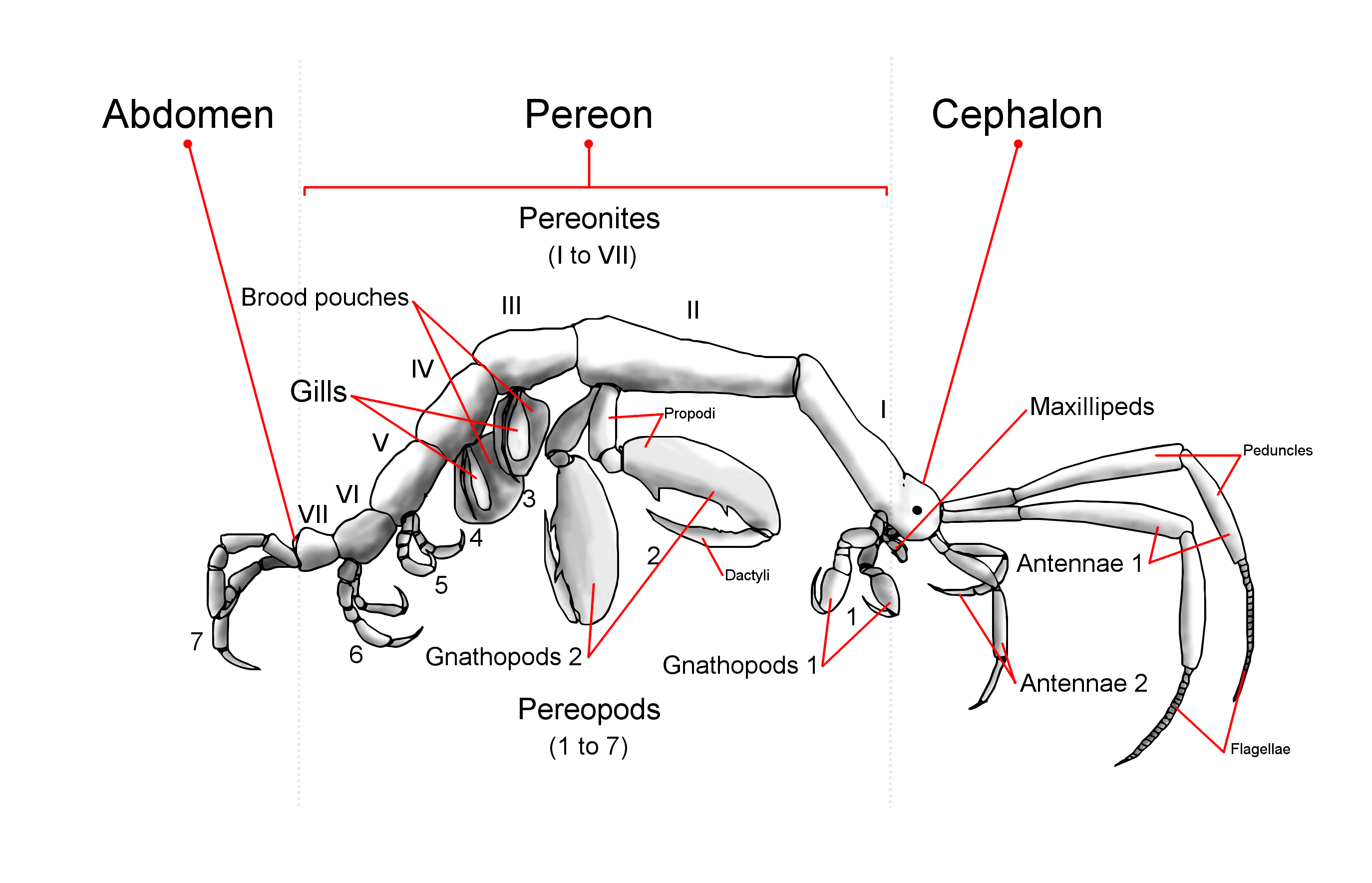
基本体制。

## 分布
- 世界に広く分布し、主に浅海域に生息する。一部の種は深海からも得られている。

## 生態

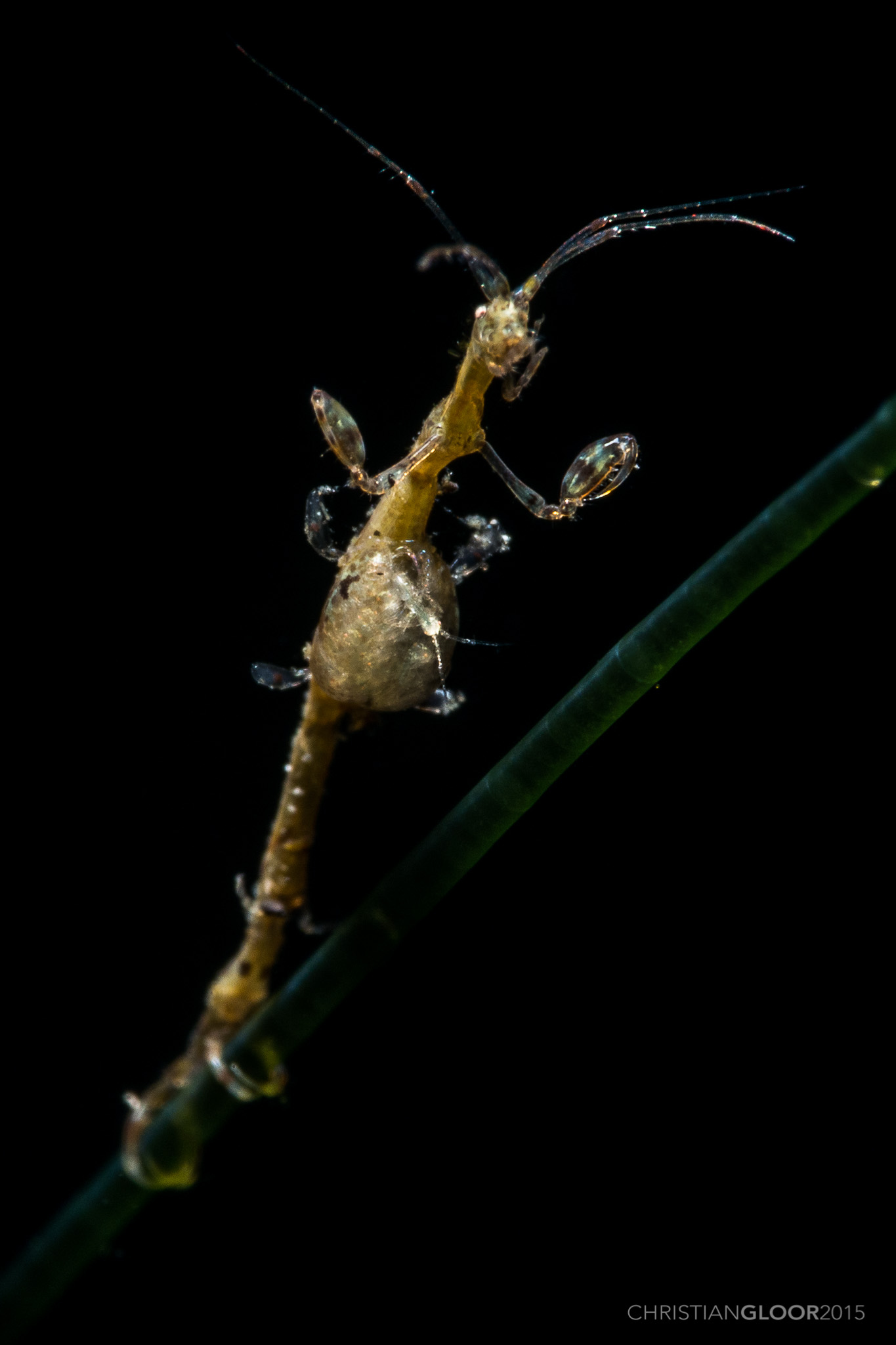
子守り行動を行うワレカラ類のメス。育房（覆卵葉）が膨らみ、周囲に仔ワレカラが付着している。

### 生息場所
- 大部分の種は付着基質である海藻やヒドロ虫に依存し、形態もそれとよく似ている。
- その他の付着基質としてコケムシ群体やホヤ類、ナマコ類、漁網などが挙げられる。珍しいものではアカウミガメの背甲から発見された種も存在する[7]。
- 一部の種は付着基質を持たず、砂泥底に生息している。

### 繁殖
- メスは他の端脚類と同様、胸節に保育嚢をもち、その中で卵を孵化させる。孵化後、しばらくは子供を体表に付着させるなどして保護する[8]。

### 生活様式
- 直達発生で、常に底生。

## 天敵
- 藻場に生息する魚類（特にアイナメ、クジメ、メジナ、アイゴなど）は、ワレカラを餌としていることが知られている[9]。
- クビナガ鉤頭虫（鉤頭動物）の中間宿主として知られ、マダイの養殖漁業においてクビナガ鉤頭虫症対策が重要である[10]。

## 分類
ワレカラ類は伝統的に亜目に対応する分類群であったが、ヨコエビの一群であるドロクダムシ類との類縁性が指摘されていた。ドロクダムシ亜目に含める見解がある一方、現在はヨコエビ類（Senticaudata亜目）の一角をなすものとして位置付けられている。

### ワレカラ科
Caprellidae。3亜科に分けられる。
- ワレカラ亜科 Caprellinae
- ハラナガワレカラ亜科 Paracercopinae
- ムカシワレカラ亜科 Phtisicinae

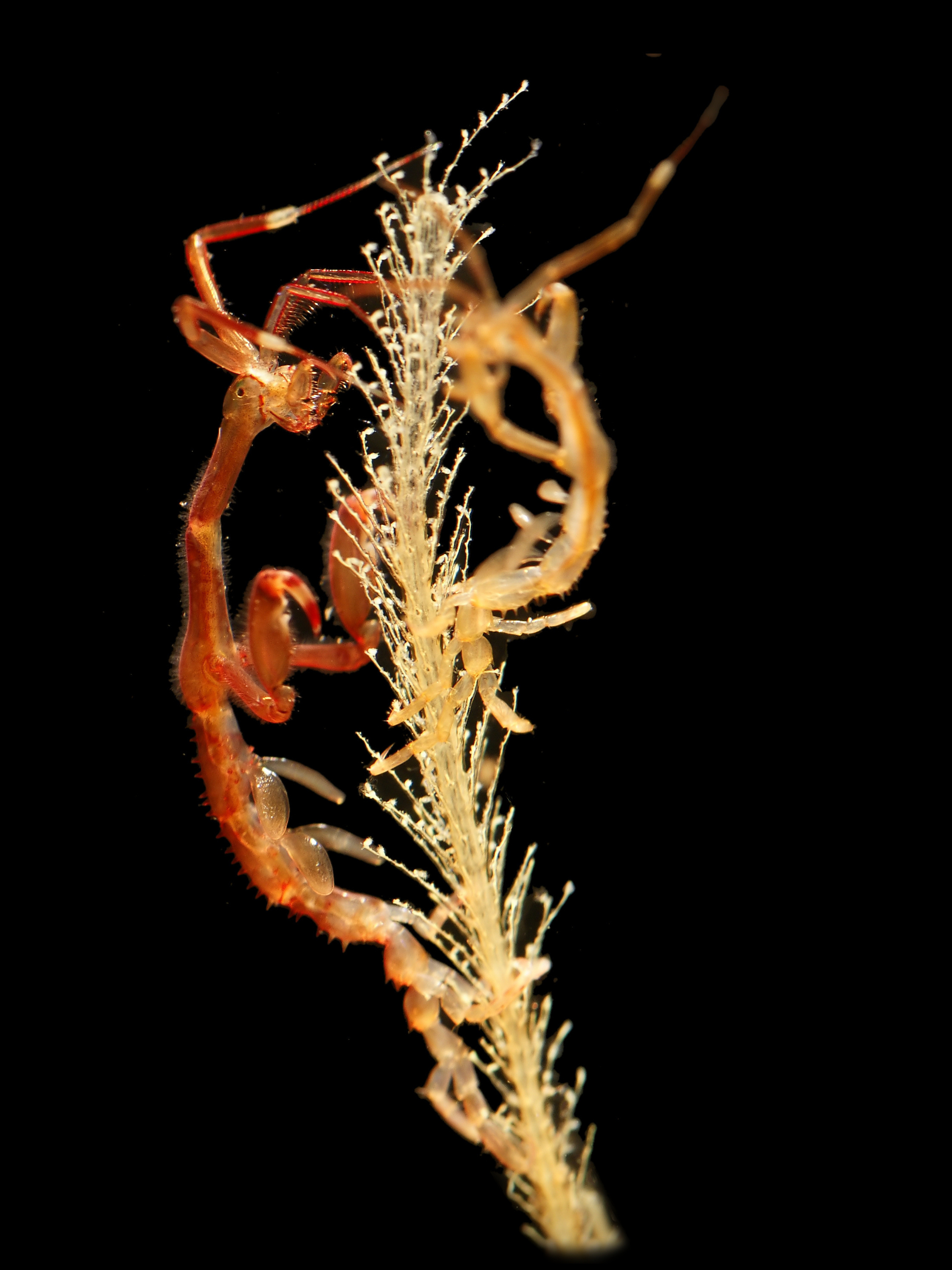
コシトゲワレカラCaprella mutica
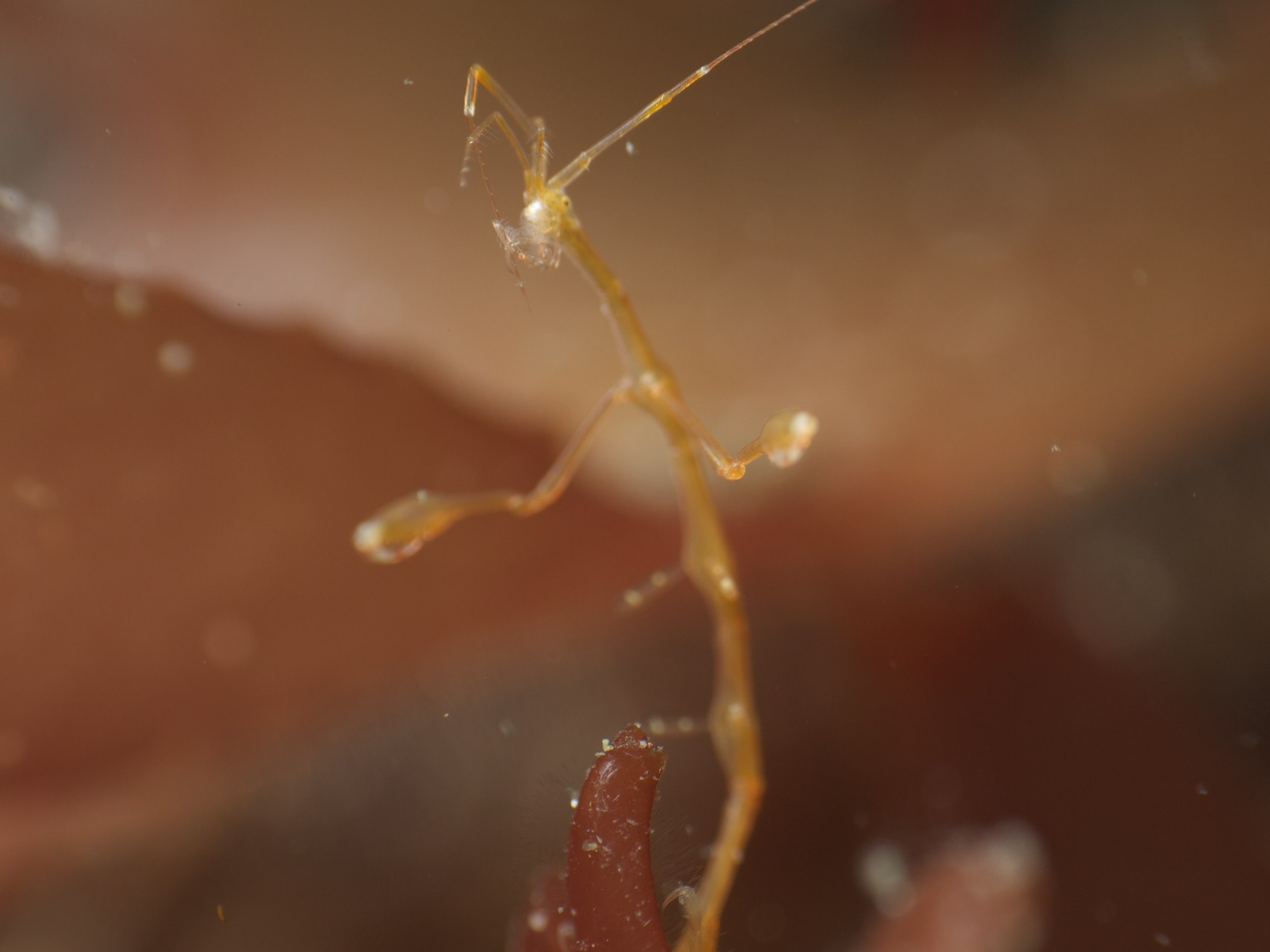
コミナトワレカラCaprella kominatoensis
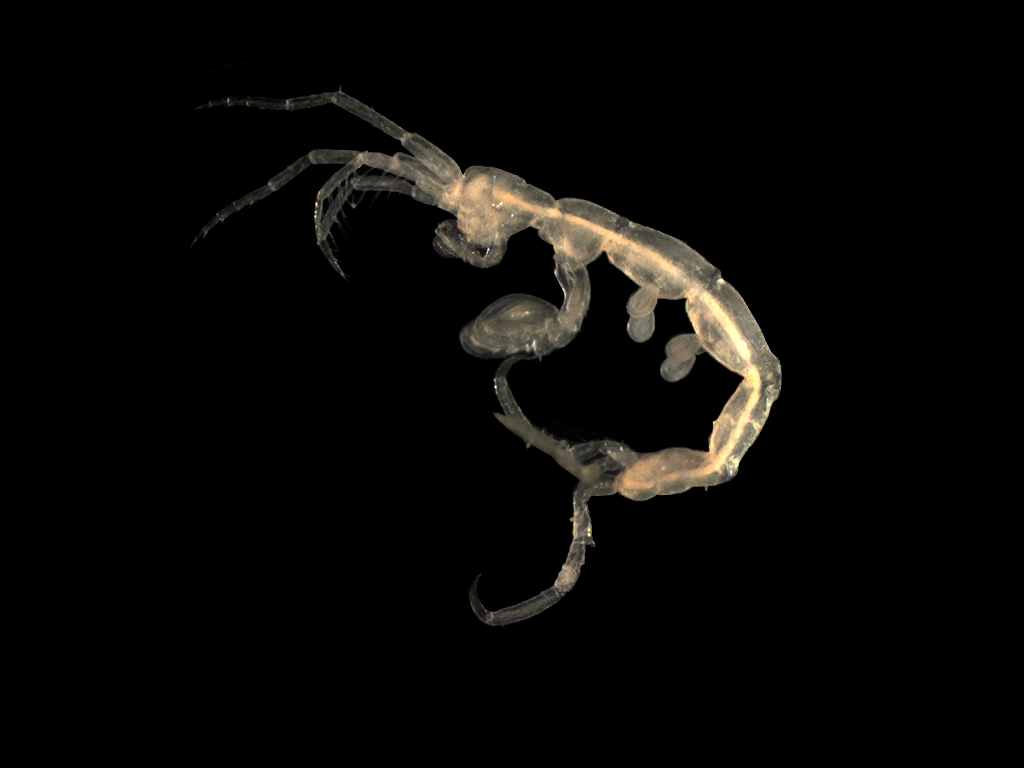
ベルギー沿岸で採取されたワレカラの一種Pariambus typicus

### ヨコエビワレカラ科
Caprogammaridae。1属からなる。ヨコエビとワレカラの中間的な形質を示し、頭部と胸部の間に分節構造が見られるほか、腹節を5節有し、3対の腹肢と2対の尾肢をもつ。

## 文化
古くは『古今和歌集』に「ワレカラ」が登場する。形態の記述こそないが、海藻に付着している様子は述べられており、現代の「ワレカラ」と同一のものを指すという解釈は広く受け入れられている。なお「『万葉集』にワレカラが登場する」としている文献もあるが、該当箇所は指定されておらず、『古今和歌集』と同様の用法で用いられた事実はない。

### 短歌
- 海士のかる藻にすむ虫のわれからと音をこそなかめ世をばうらみじ（『古今和歌集』典侍藤原直子朝臣）
- 恋ひわびぬ海人の刈る藻にやどるてふ我から身をもくだきつるかな（『新勅撰和歌集』）
- 海人の刈る藻にすむ虫の名はきけどただ我からのつらきなりけり（『拾遺集』）
- ことはりは藻にすむ虫もへだてぬをわれからまよふ心なりけり（頓阿）
- われからと藻に住む虫の名にしおへば人をばさらに恨みやはする（『山家集』西行）
- あぢきなや海士の刈る藻の我からか憂しとて世をも恨みはさねば（『続後拾遺和歌集』藤原為氏）
- われからと恋にや捨てん海女の刈る玉藻がくれの虫の命と（『草根集』正徹）
- われからと知らば歎きのたれかあらむあまの刈るてふもどかしの世や（『雪玉集』三条西実隆）

### 俳句
- 実験槽の藻に住む虫の音に泣くや（夏井いつき）
- われからの鳴く藻をゆらす浦の風（松本可南）
- われからに片耳預けゐたりけり（大石悦子）
- 我からの音を鳴く風の浮藻かな（松宇）
- われからの声と言ひ張る媼かな（辻田克巳）

### 随筆
- 虫は鈴虫。ひぐらし。蝶。松虫。きりぎりす。はたおり。われから。ひを虫。螢。（『枕草子』）
- 『玉勝間』（本居宣長）
- 『茅窗漫録』（茅原定）
- 『閑田耕筆』（伴蒿蹊）

### 歌物語
- 『伊勢物語』

### 小説
- 『われから』（樋口一葉）

### ことわざ
- 「われから食わぬ上人なし」（殺生を禁じられている仏教の高位にある上人でさえ、食事するたびに藻に混ざったワレカラを知らずに食べている。清廉潔白なつもりでも避けられない過ちがある、との戒め。）

## 飼育
- 近縁のヨコエビと異なり自ら水流を起こす能力に乏しく、水流のない水槽では容易に呼吸困難に陥るため、エアレーションが欠かせない。ただし、体表に泡がつかない工夫などが求められる[15]ほか、新鮮な海水や生餌の珪藻やアルテミアなど、留意すべき点や準備すべきものは少なくない[16]。
- 葛西臨海水族園[17]、須磨水族館[18]、八景島シーパラダイス[19]、サンシャイン水族館[20]、新江ノ島水族館[21]、登別マリンパークニクス[22]、アクアトトぎふ[23]、アクアマリンふくしま[24]、東京海洋大学文化祭[25]などで生体展示の例がある。

## 産業との関わり

### 食材としての利用
- ワレカラは一般的な食材として流通することはないが、江戸時代の随筆『茅窗漫録』では、四国で食用にされたとの記述がある。甲殻類であるため風味はエビやカニに近く、美味だという[26]。

### 農業分野
- 佐渡では、養殖ワカメの収穫に伴って水揚げされるワレカラを発酵させ、肥料として稲作に利用している[27]。

### 悪影響
- メカブに混入してクレームが寄せられることがある[28]。チリメンモンスターとしても知られる。